# David Attenborough
Sir David Frederick Attenborough OM (London, 1926. május 8. –) háromszoros Primetime Emmy-díjas angol természettudós, dokumentumfilmes, az ismeretterjesztő televízióműsorok egyik úttörője. A Cambridge-i Egyetemen végzett, illetve a London School of Economics-on, 1957 óta készít természetfilmeket és sorozatokat a brit BBC televíziócsatorna számára, amelyek közül is a legismertebb a kilenctagú Élet-sorozat, mely átfogó képet mutat be a földi élővilágról. Emellett a BBC programigazgatója volt az 1960-as és 1970-es években.
A természettudományok széles körű ismertetésében végzett nagy formátumú munkásságának elismeréseképpen egy 1998-ban felfedezett új hangyászsün fajt róla neveztek el, ez az Attenborough-hangyászsün (Zaglossus attenboroughi). Attenborough a magyar nézők szívébe híres-hírhedt trilógiájával lopta be magát annak idején, amelynek darabjai az Élet a Földön, Az élő bolygó és Az élet megpróbáltatásai voltak. A hátizsákos világjáró hihetetlen kalandjainak és közvetlen, sztorizós modorának köszönhetően egy csapásra Cousteau kapitány és Gerald Durrell egyenrangú társává emelkedett.
Később jött a szintén nagy sikerű Az első édenkert, majd az Antarktiszt bemutató Élet a fagyban című sorozat, de természetfilmjei mellett, más szálak is kötötték a tévéhez: a hetvenes években a BBC programigazgatójaként a csatorna az ő elnöklése alatt kezdett el például színes filmeket sugározni.
Munkájának jelentőségét maga a királynő is elismerte azzal, hogy 1985-ben lovaggá ütötte. 2005. június 10-én megkapta az Order of Merit kitüntetést is, amelyet szintén II. Erzsébet brit királynő adományoz azoknak, akik kiemelkedő tetteket hajtottak végre a művészetek vagy a tudományok területén.
Az Attenborough nyolcvanadik születésnapján tartott ünnepség több mint ötvenéves tévés munkásságáról is megemlékezett, a beszédekben többek között Anglia nemzeti kincseként emlegették a tudóst. A rendezvényen nem kevésbé híres testvére, a rendező-színész Richard Attenborough (Gandhi, Chaplin, Jurassic Park) mellett, tiszteletét tette például a Monty Pythonból ismert Michael Palin is, aki szintén készített már ismeretterjesztő sorozatot, Nyolcvan nap alatt a Föld körül címmel.
David Attenborough más híres természetvédőkkel (pl. Jane Goodall, aki szintén a Cambridge-en végzett) együtt védnöke az angliai Population Matters (A népesedés nagyon is számít – korábbi név: Optimum Population Trust) szervezetnek. Ők szervezik az European Population Alliance (Európai Népesedés Szövetség) hálózatot. Ennek magyar tagja a BOCS Alapítvány, amely elkészítette David Attenborough 2009-es How Many People Can Live on Planet Earth? (Hány ember élhet a Földön?) c. egyórás BBC filmjének magyar feliratozását.

## Élete

### Családja és fiatalkora
David Attenborough Isleworth-ben született (ma már Nyugat-London része) Frederick Attenborough és Mary Clegg második gyermekeként. Három hosszú életű fiútestvére közül ő volt a középső: bátyja, Richard (1923−2014) színész, producer és rendező lett, öccse, John (1928−2012) az Alfa Romeo olasz autógyártó ügyvezetőjeként tevékenykedett. Fiatalkorát a College House-ban, a Leicesteri Egyetem campusán töltötte, ahol apja elöljáró volt. A második világháború alatt a Refugee Children's Movement néven ismert brit önkéntes hálózaton keresztül szülei két zsidó menekült lányt is befogadtak Németországból.
Attenborough gyermekkorát kövületek, ásványok és állatok gyűjtésével töltötte Hét évesen komoly motivációként értékelte, amikor a fiatal régész, a később ismertté vált Jacquetta Hawkes megcsodálta a gyűjteményét. Néhány évvel később az egyik örökbefogadott lánytestvére adott neki egy borostyándarabot, amely ősi lények maradványait tartalmazta; mintegy ötven évvel később ez a darab állt az Amber Time Machine (A borostyán időgép) című műsorának középpontjában.
1936-ban David és testvére, Richard részt vett Grey Owl (Archibald Belaney) előadásán a leicesteri De Montfort Hallban, és a természetvédelem szószólója jelentős hatással volt rájuk. 1999-ben Richard rendezte meg Belaney életrajzi filmjét Grey Owl (Szürke bagoly) címmel.
Attenborough a leicesteri Wyggeston Grammar School for Boys fiúiskolában végezte tanulmányait, majd 1945-ben ösztöndíjat nyert a Cambridge-i Egyetemhez tartozóClare College-be, ahol geológiát és állattant tanult, és természettudományi diplomát szerzett. 1947-ben a királyi haditengerészethez sorozták be, ezt követően két évet töltött Észak-Walesben és a Firth of Forth-nál.
1950-ben Attenborough feleségül vette Jane Elizabeth Ebsworth Orielt, akinek 1997-es haláláig együtt éltek. A házaspárnak két gyermeke született, Robert és Susan. Robert a canberrai Ausztrál Nemzeti Egyetem régész- és antropológia iskolájának bioantropológiai főelőadója lett, Susan pedig egy általános iskola igazgatónője.

### Első évei a BBC-nél
A haditengerészettől való leszerelése után Attenborough egy kiadóvállalat gyermektudományi tankönyveinek szerkesztésével foglalkozott. Hamarosan kiábrándult a munkából, és 1950-ben rádiós producerként jelentkezett a BBC-nél. Bár jelentkezését elutasították, önéletrajza később felkeltette Mary Adams, a BBC újdonsült televíziós szolgálatának Talks (tényközvetítő) osztálya vezetőjének érdeklődését.
Attenborough-nak, mint ekkoriban a legtöbb britnek, nem volt televíziója, és egészen addig csak egyetlen tévéműsort látott életében. Elfogadta azonban Adams három hónapos képzési ajánlatát, és 1952-ben teljes munkaidőben csatlakozott a BBC-hez. Kezdetben elbátortalanodott a kamera előtt való megjelenéstől, mert Adams szerint túl nagyok voltak a fogai, később aztán a Talks részleg producere lett, amely az összes nem szépirodalmi adást kezelte. Korai projektjei közé tartozott az Animal, Vegetable, Mineral? és a Song Hunter, egy népzenéről szóló sorozat Alan Lomax közreműködésével.
Attenborough kapcsolata a természettudományi programokkal akkor kezdődött, amikor elkészítette és bemutatta a három részből álló Animal Patterns című sorozatot. A stúdióhoz kötött programban a Londoni Állatkert állatai szerepeltek, Julian Huxley természettudós pedig az álcázás, az apozematizmus és az udvarlás folyamatát mutatta be. Ezen a műsoron keresztül találkozott Jack Lesterrel, az állatkert hüllőházának kurátorával, és úgy döntöttek, hogy sorozatot készítenek egy állatgyűjtő expedícióról. Az eredmény a Zoo Quest lett, amelyet először 1954-ben sugároztak, ahol Attenborough rövid időn belül műsorvezetővé vált Lester megbetegedése miatt.

### A BBC adminisztrációs munkatársaként
Attenborough 1965 márciusában a BBC Two vezetője lett, de szerződésébe olyan záradékot illesztettek, amely lehetővé tette számára, hogy alkalmanként folytathassa a programok készítését. Ugyanebben az évben később elefántokról forgatott Tanzániában, 1969-ben pedig három részből álló sorozatot készített az indonéz Bali szigetének kultúrtörténetéről. Az 1971-es A Blank on the Map című film stábjához csatlakozott az első nyugati expedícióhoz, hogy Új-Guinea távoli hegyvidékének völgyeiben egy elveszett törzs után kutathasson.
A BBC Two 1964-ben indult, de eleinte a nyilvánosság érdektelenségével küzdött. Amikor Attenborough átvette a csatorna irányítását, gyorsan megszüntette a csatorna furcsa kenguru kabaláját, és felrázta az ütemterveket. Azzal a küldetéssel, hogy a BBC Two adását sokszínűvé tegye és különbözzön a többi hálózat kínálatától, elkezdte létrehozni azon programok portfólióját, amelyek az elkövetkező évtizedekre meghatározták a csatorna identitását. Hivatali ideje alatt a zene, a művészet, a szórakozás, a régészet, a kísérleti vígjáték, az utazás, a dráma, a sport, az üzleti élet, a tudomány és a természettudomány egyaránt helyet kapott a heti műsorprogramban, gyakran igen eklektikus keveréket kínáltak egy-egy estére. Az általa megrendelt programok között szerepelt a Man Alive, a Call My Bluff, a Chronicle, a The Old Grey Whistle Test, a The Money Programme, a Match of the Day, amely a világ legrégebb óta futó labdarúgással foglalkozó műsora, valamint a később nemzetközileg is legismertebbé váló Monty Python Repülő Cirkusza.
1969-ben Attenborough-t programigazgatóvá léptették elő, és ő tették felelőssé mindkét BBC csatorna műsorsugárzásáért. Feladatai, amelyek magukban foglalták a költségvetés elkészítését, az igazgatósági üléseken való részvételt és a személyzet kirúgását, már igencsak távol álltak a filmek forgatásától. Amikor 1972-ben őt javasolták a BBC főigazgatói posztjára, telefonon felhívta testvérét, Richardot, hogy bevallja neki, hogy nincs kedve a munkához. A következő év elején otthagyta a posztját, hogy visszatérjen a teljes munkaidős műsorkészítéshez, és elég szabadideje legyen megírni a tervezett természettudományos eposzát.

### Visszatérés a műsorkészítéshez
Lemondása után Attenborough szabadúszó műsorkészítőként folytatta, és azonnal megkezdte következő projektje, egy előre megbeszélt indonéziai utazás munkáját a Természettudományi Egység csapatával. Ennek eredményeként mutatták be 1973-ban az Eastwards with Attenborough című sorozatot, amelynek hangvétele hasonló volt a korábbi Zoo Questhez, de állatgyűjtés nélkül.
Visszatérése után elkezdett dolgozni a Life on Earth (Élet a Földön) forgatókönyvén. Ambíciójának nagysága miatt a BBC úgy döntött, hogy együttműködik egy amerikai hálózattal a szükséges finanszírozás biztosítása érdekében. Amíg a tárgyalások folytak, számos más televíziós projekten dolgozott. Bemutatta a törzsi művészetről szóló sorozatát (The Tribal Eye, 1975), és egy másikat a felfedező utakról (The Explorers, 1975), valamint a BBC kriptozoológiáról szóló Fabulous Animals (1975) című gyermeksorozatát is, amelyben olyan mitikus lények történetének jártak utána, mint a griff és a kraken. Végül a BBC koprodukciós szerződést írt alá a Turner Broadcasting céggel, és a Life on Earth munkálatai 1976-ban megkezdődhettek.
Az Élet a Földönnel kezdve 1979-től Attenborough hozzálátott egy olyan életmű létrehozásához, amely aztán a természetfilmezés minőségi mércéjévé vált, és dokumentumfilmesek generációit befolyásolta vele döntően. A sorozat megalapozta a BBC természettudományos műsorainak számos későbbi jellemzőjét is. Attenborough és stábja a téma komoly kezelésével és a legújabb felfedezések kutatásával elnyerte a tudósok bizalmát, akik válaszul lehetővé tették számára, hogy témáikat is bemutathassa műsoraiban. Ruandában például Attenborough és csapata egyedüli hozzáférést kapott Dian Fossey hegyi gorillákkal foglalkozó kutatócsoportjának filmjeihez. Az innováció volt a másik tényező a Life on Earth sikerében: új filmkészítési technikákat dolgoztak ki a kívánt felvételek megszerzésére, elsősorban az olyan eseményekhez és az állatokhoz, amelyek eddig még nem voltak filmezve. A légitársaságok által csak nemrégiben bevezetett számítógépes menetrendrendszer lehetővé tette a sorozat alapos kidolgozását úgy, hogy Attenborough minden epizódban több helyszínen járt a világ minden táján, néha akár a mondatok közepén is megváltoztatva a kontinenst, ahol tartózkodott. Noha a képernyőn műsorvezetőként jelenik meg, tudatosan korlátozta a kamerára fordított idejét, hogy az alanyai a legnagyobb figyelmet kaphassák.
A Life on Earth sikere arra késztette a BBC-t, hogy fontolja meg a folytatást, így jött létre 5 évvel később a The Living Planet (Az élő bolygó). Ezúttal Attenborough az ökológia és az élőlények környezetükhöz való alkalmazkodása köré építette sorozatát. A sorozat újabb kritikai és kereskedelmi siker lett, amely hatalmas nemzetközi eladásokat eredményezett a BBC számára. 1990-ben a The Trials of Life-fal befejezték az eredeti Élet-trilógiát, amely az állatok viselkedését vizsgálta az élet különböző szakaszaiban. A sorozat erőteljes reakciókat váltott ki a nézők részéről a patagóniai tengerparton oroszlánfókákra vadászó gyilkos bálnák, valamint a kolobuszmajomra vadászó és azt erőszakosan megölő csimpánzok miatt.
Az 1990-es években Attenborough továbbra is az Élet címet használta a dokumentumfilm-sorozata számára. 1993-ban bemutatta a Life in the Freezer című televíziós sorozatot, amely az Antarktisz természetét vizsgálta. Bár már nyugdíjaskorba lépett, ezután még számos speciálisabb kutatásba kezdett a természet világában, kezdve a növényekkel. Nehéz témának bizonyultak a producerei számára, akiknek egy olyan 5 órás televízió-műsort kellett leszállítaniuk, amely tárgya lényegében mozdulatlan. Az eredmény a The Private Life of Plants (A növények magánélete, 1995) lett, amely a növényeket dinamikus organizmusként mutatta be, gyorsított felvételekkel mutatta be növekedésüket, amelyért a sorozat később Peabody-díjat nyert.
A BBC Természettudományi Egységénél dolgozó lelkes ornitológus ösztönzésére Attenborough ezután az állatvilágra és különösen a madarakra irányította a figyelmét. Mivel nem volt megszállott madármegfigyelő és madárszakértő sem volt, úgy döntött, hogy jobban képes lenne arra, hogy a The Life of Birds (A madarak élete, 1998) című filmet az etológia témájában készítse el. A dokumentumfilm a következő évben elnyerte a második Peabody-díjat. A sorozat fennmaradó darabjainak sorrendjét a kameratechnika fejlődése diktálta. A The Life of Mammals (Az emlősök élete, 2002) elkészítéséhez gyenge fényű és infravörös kamerákat telepítettek az éjszaka aktív emlősök viselkedésének feltárására. A sorozat számos emlékezetes felvételt tartalmaz Attenborough-ról és alanyairól, amelyek között csimpánz, kék bálna és grizzly medve is szerepelt. A makrofotózás fejlődése lehetővé tette, hogy először ragadják meg a nagyon kicsi lények természetes viselkedését, és 2005-ben a Life in the Undergrowth bevezette a közönséget a gerinctelenek világába. Ezen a ponton Attenborough rájött, hogy 20 évet töltött tudat alatt egy programgyűjtemény összeállításával a szárazföldi állatok és növények összes fő csoportjára vonatkozóan, és már csak a hüllők és kétéltűek hiányoztak. Amikor a Life in Cold Blood 2008-ban adásba került, megelégedettséggel töltötte el a sorozat elkészülte, amelyeket egy DVD-enciklopédiába állított össze Life on Land címmel.
Munkásságát a számtalan kitüntetés mellett a tudományos világ is elismerte: több tucat állat- és növényfajt neveztek el róla, valamint Nagy-Britannia 2019-ben vízre bocsátott, 200 000 000 fontos költségvetésből készült 130 méter hosszú és 15 000 tonnás sarkvidéki kutatóhajója a legendás természetfilmes tiszteletére az RRS Sir David Attenborough nevet viseli.

## Televíziós munkássága

### Író és műsorvezető (sorozatok)
- Zoo Quest (1954–1963)
- The People of Paradise (1960)
- Attenborough and Animals (1963)
- Zambezi (1965)
- Life: East Africa (1967)
- Eastwards with Attenborough (1973)
- Natural Break (1973)
- Royal Institution Christmas Lectures: The Language of Animals (1973)
- Fabulous Animals (1975)
- The Tribal Eye (1975)
- Élet a Földön (Life on Earth) (1979)
- Az élő bolygó (The Living Planet) (1984)
- Az első Édenkert (The First Eden) (1987)
- Lost Worlds, Vanished Lives (1989)
- Az élet megpróbáltatásai (The Trials of Life) (1990)
- Élet a fagyban (Life in the Freezer) (1993)
- A növények magánélete (The Private Life of Plants) (1995)
- A madarak élete (The Life of Birds) (1998)
- Látlelet a Földről (State of the Planet) (2000)
- Az emlősök élete (The Life of Mammals) (2002)
- Élet a növények között (Life in the Undergrowth) (2005)
- Élet hidegvérrel (Life in Cold Blood) (2008)
- A növények birodalma (Kingdom of Plants) (2012)

### Író és műsorvezető (egyrészes dokumentumfilmek)
- A Blank on the Map (1971)
- The Million Pound Bird Book (1985)
- Heart of a Nomad (1994) (interviewer)
- "Attenborough in Paradise", screened as part of the Natural World series (1996)
- The Origin of Species: An Illustrated Guide (1998)
- Living with Dinosaurs (2000)
- The Lost Gods of Easter Island (2000)
- The Song of the Earth (2000)
- "Bowerbirds: The Art of Seduction", screened as part of the Natural World series (2000)
- "The Amber Time Machine", screened as part of the Natural World series (2004)
- Gorillas Revisited (2006)
- "Are We Changing Planet Earth?" and "Can We Save Planet Earth?", part of the BBC's Climate Chaos season (2006)
- "Tom Harrisson: The Barefoot Anthropologist", part of BBC Four's Anthropologists season (2007)
- Climate Change: Britain Under Threat (2007) (as co-presenter)
- "Sharing Planet Earth", part of the BBC's Saving Planet Earth season (2007)
- Attenborough Explores… Our Fragile Planet (2007)
- How Many People Can Live on Planet Earth? (2009)

### Narrátor (sorozatok)
- Look (1955)
- Travellers' Tales (1960)
- Adventure (1961–1963)
- The World About Us (narrator of approximately 20 episodes between 1969 and 1982)
- The Miracle of Bali (1969)
- The Explorers (1975)
- The Discoverers (1976)
- Wildlife on One (1977–2005)
- The Spirit of Asia (1980)
- Natural World (narrator of approximately 25 episodes between 1983 and 2008)
- BBC Wildlife Specials (1995–2007) (also appears on screen to introduce each programme)
- Winners and Losers (1996)
- The Blue Planet (2001)
- Animal Crime Scene (2005)
- Planet Earth (2006)
- Tiger – Spy in the Jungle (2008)
- Az Élet (2009)
- Museum of Life (2010)
- Madagaszkár (2011)
- A fagy birodalma (2011)
- A Növények Birodalma (2012)
- Galapagos 3D (2013)
- Africa (2013)
- David Attenborough: The Early Years (2013)
- Planet Earth II (2016)
- Deep Ocean: Giants of the Antarctic Deep (2017)
- Blue Planet II (2017)
- Our Planet (2019)
- Seven Worlds One Planet (2019)
- Planet Earth: A Celebration (2020)
- A Perfect Planet (2021)
- Zöld Bolygó (2022)
- Dynasties II (2022)
- Prehisztorikus bolygó (2022)
- Frozen Planet (készülőben)
- Planet Earth III (készülőben)

### Narrátor (egyrészes dokumentumfilmek)
- The Ark in South Kensington (1981)
- Wildlife 100 (1993)
- Survival Island (1996)
- "The Secret Life of Seahorses", screened as part of the Q.E.D. series (1996)
- "Sharks – The Truth", screened as part of BBC One's Shark Summer season (1999)
- The Greatest Wildlife Show on Earth (2000)
- Great Natural Wonders of the World (2002)
- "The Lost Road: Overland to Singapore", screened as part of BBC Four's Time Shift series (2005)
- Watching Desmond Morris (2007)
- David Attenborough: Egy élet a bolygónkon (2020)

### Producer
- Coelacanth (1952)
- Animal, Vegetable, Mineral? (1952–1959)
- Song Hunter (1953)
- The Pattern of Animals (1953)
- The Trans-Antarctic Expedition 1955-58 (1955–1958)
- Japan (1961)
- Destruction of the Indian (1962)
- The Queen's Christmas Message (1986–1991)

Attenborough emellett több olyan műsor producere, amelyeknek egyben műsorvezetője vagy narrátora is, elsősorban azoknak, amelyeket a BBC Utazási és Felfedezési Csoportja készített az 1950-es és '60-as években.

### Egyéb filmek és televízió-műsorok
- A Zed & Two Noughts, narrátor a filmdrámában (1985)
- State of the Ark, résztvevő a vitában (1994)
- Robbie the Reindeer, szinkronhang a "Legend of the Lost Tribe" epizódban (2002)
- Life on Air, archív felvételek és riportalany (2002)
- Attenborough the Controller, archív felvételek és riportalany (2002)
- Attenborough in Conversation with Mark Lawson, riportalany (2002)
- Great Wildlife Moments, bemutatkozás (2003)
- The Way We Went Wild, archív felvételek és riportalany (2004)
- Selfish Green, résztvevő a vitában (2004)
- How Art Made The World, riportalany (2005)
- Favourite Attenborough Moments, archív felvételek (2006)
- Suez: A Very British Crisis, riportalany (2006)
- Planet Earth: The Future, riportalany (2006)
- 100 Years of Wildlife Films, archív felvételek (2007)

## Könyvei

### Író
- Zoo Quest to Guyana (Lutterworth Press, 1956)
- Zoo Quest for a Dragon (Lutterworth Press, 1957)
  - (book club edition with 85 extra pages, Quest for the Paradise Birds, 1959)
- Zoo Quest in Paraguay (Lutterworth Press, 1959)
- Quest in Paradise (1960)
- Zoo Quest to Madagascar (1961) – magyarul: Madagaszkár állatparadicsoma (Táncsics kiadó, 1969, ford. Kőszegi Imre)
- Quest Under Capricorn (1963)
- Fabulous Animals (BBC, 1975) ISBN 0-563-17006-9
- The Tribal Eye (1976)
- Life on Earth (1979) – magyarul: Élet a Földön (Novotrade, 1988, ford. Szilágyi Tibor) ISBN 9630251531
- The Zoo Quest Expeditions (Lutterworth Press, abridged compilation of the above three titles with a new introduction, 1980) – magyarul: Titokzatos állatok nyomában (Holló és Társa, 1993, ford. Káldos Zsolt) ISBN 9638380012, Egy ifjú természettudós történetei (Park kiadó, 2019, ford. Makovecz Benjamin) ISBN 9789633554456
  - paperback (Penguin Books, 1982)
- Discovering Life on Earth (1981)
- Journeys to the past: Travels in New Guinea, Madagascar, and the northern territory of Australia (1983) Penguin Books ISBN 0-14-0064133 – magyarul: Utazás a múltba (Holló és Társa, 1994, ford. Szabó Olympia) ISBN 9638380047
- The Living Planet (1984) – magyarul: Az élő bolygó (Park kiadó, 1989, ford. Szilágyi Tibor)
- The First Eden (1987) – magyarul: Az első édenkert (Park kiadó, 1989, ford. Sárközy Elga) ISBN 9630267217
- The Atlas of the Living World (1989) – magyarul: Az élővilág atlasza (Geomédia kiadó, 1996, ford. dr. Farkas János, Fábián Miklós, dr. Pesthy Gábor, dr. Pécsi Tibor) ISBN 9637910344
- The Trials of Life (Collins, 1990) ISBN 0-00-219912-2 – magyarul: Az élet erőpróbái (Park kiadó, 1991, ford. Sárközy Elga)
- The Private Life of Plants (BBC Books, 1994) ISBN 0-563-37023-8 – magyarul: A növények magánélete (Aqua kiadó, 1995, ford. Sárközi Elga, Sóskuthy György, Makovecz Benjamin) ISBN 9636026181
- The Life of Birds (BBC Books, 1998) ISBN 0-563-38792-0 – magyarul: A madarak élete (Kossuth kiadó, 1999, ford. Bíró Ildikó)
- The Life of Mammals (BBC Books, 2002) ISBN 0-563-53423-0 – magyarul: Az emlősök élete (Kossuth kiadó, 2003, ford. dr. Fuisz Tibor) ISBN 963094457X
- Life on Air: Memoirs of a Broadcaster (autobiography; 2002) ISBN 0-563-53461-3 – magyarul: Élet egyenes adásban (Kossuth kiadó, 2004, ford. Sz. Érdi Éva) ISBN 9630945428
  - paperback: ISBN 0-563-48780-1
- Life in the Undergrowth (BBC Books, 2005) ISBN 0-563-52208-9 – magyarul: A gerinctelenek élete (Kossuth kiadó, 2006, ford. dr. Merkl Ottó) ISBN 9630948834
- Amazing Rare Things – The Art of Natural History in the Age of Discovery with Susan Owens, Martin Clayton and Rea Alexandratos (The Royal Collection, 2007) Hardback – ISBN 978-1-902163-46-8; Softback – ISBN 978-1-902163-99-4
- Life in Cold Blood (BBC Books, 2007) ISBN 9780563539223 – magyarul: Élet hidegvérrel (Kossuth kiadó, 2008, ford. Farkas Bálint) ISBN 9789630958806

### Előszó
Attenborough számos könyv előszavát, bevezetését is írta, többek között:
- African Jigsaw: A Musical Entertainment, Peter Rose and Anne Conlon (published: 1986, Weinberger)
- Life in the Freezer: Natural History of the Antarctic, Alastair Fothergill (BBC Books, 1993), ISBN 0-563-36431-9
- Birds of Paradise: Paradisaeidae (Bird Families of the World series) Clifford B. Frith, Bruce M. Beehler, William T. Cooper (Illustrator) (Oxford University Press, 1998) ISBN 0-19-854853-2
- The Blue Planet, Andrew Byatt, Alastair Fothergill, Martha Holmes (BBC Books, 2001) ISBN 0-563-38498-0.
- Light on the Earth (BBC Books, 2005), two decades of winning images from the BBC Wildlife Photographer of the Year competition, ISBN 0-563-52260-7
- Planet Earth, Alastair Fothergill (BBC Books, 2006), ISBN 0-563-52212-7

## Magyarul megjelent művei
- Madagaszkár állatparadicsoma; ford. Kőszegi Imre; Táncsics, Bp., 1969 (Útikalandok)
- Élet a Földön. A természet története; ford. Szilágyi Tibor; Novotrade, Bp., 1988
- Az élő bolygó. A Föld mai arculata; ford. Szilágyi Tibor; Novotrade, Bp., 1989
- Az első Édenkert. A Földközi-tenger világa és az ember; ford. Sárközy Elga; Park, Bp., 1989
- Az élet erőpróbái. Az állatok viselkedésének természetrajza; ford. Sárközy Elga; Park, Bp., 1991
- Titokzatos állatok nyomában. Utazások Guyanába, Indonéziába és Paraguayba; Holló, Kaposvár, 1993 
  - (Egy ifjú természettudós történetei címen is)
- Utazás a múltba. Barangolások Új-Guineában, Madagaszkáron, és Ausztrália északi területén; Holló, Kaposvár, 1994
- Az élővilág atlasza; szerk. David Attenborough et al., ford. Farkas János et al.; SKO, Bp., 1994
- A növények magánélete. A növények viselkedésének természetrajza; ford. Sárközy Elga, Sóskuthy György, Makovecz Benjámin; Aqua, Bp., 1995
- A madarak élete; ford. Bíró Ildikó, madárnévmutató Magyar Gábor; Kossuth, Bp., 1999
- Az emlősök élete; ford. Fuisz Tibor; Kossuth, Bp., 2003
- Élet egyenes adásban. Egy televíziós emlékiratai; ford. Sz. Érdi Éva; Kossuth, Bp., 2004
- A gerinctelenek élete. Földön, vízben, levegőben; ford. Merkl Ottó; Kossuth, Bp., 2006
- Élet hidegvérrel. A kétéltűek és hüllők természetrajza; ford. Farkas Balázs; Kossuth, Bp., 2008
- Egy ifjú természettudós történetei. Állatkerti gyűjtőutak; ford. Makovecz Benjamin; Park, Bp., 2019
  - (Titokzatos állatok nyomában címen is)
- Utazások a világ túlsó felére. Egy ifjú természettudós újabb történetei; ford. Szabó Olimpia; Park, Bp., 2019
- David Attenborough–Jonnie Hughes: Egy élet a bolygónkon. A szemtanú vallomása – és látomás a Föld jövőjéről; ford. Makovecz Benjámin; Park, Bp., 2020
- Az élet erőpróbái. Az állatok viselkedésének természetrajza; ford. Makovecz Benjamin; új, átdolg. kiad.; Park, Bp., 2023